# 1447 w literaturze
Wydarzenia literackie w 1447 roku.

## Urodzili się
- Lodovico Lazzarelli(inne języki), włoski poeta